# Жълтогърда харза
Жълтогърдата харза (Martes flavigula) е вид хищник от семейство Порови (Mustelidae). Видът не е застрашен от изчезване.

## Разпространение и местообитание
Разпространен е в Бангладеш, Бруней, Бутан, Виетнам, Индия, Индонезия (Калимантан, Суматра и Ява), Камбоджа, Китай, Лаос, Малайзия (Западна Малайзия, Сабах и Саравак), Мианмар, Непал, Пакистан, Провинции в КНР, Русия, Северна Корея, Тайван, Тайланд и Южна Корея.
Обитава гористи местности, влажни места, планини, възвишения, езера, блата, мочурища и тресавища в райони с тропически и умерен климат, при средна месечна температура около 14,9 градуса.

## Описание
На дължина достигат до 54,8 cm, а теглото им е около 2,5 kg.
Продължителността им на живот е около 16 години. Популацията на вида е стабилна.